# 레피도시렌목
레피도시렌목(Lepidosireniformes)은 폐어류 목의 하나이다. 2개 과(남아메리카폐어과와 아프리카폐어과)에 2속 5종을 포함하고 있다.

## 현존하는 종
- 남아메리카폐어과 (Lepidosirenidae) - 남아메리카폐어
  - 남아메리카폐어속 (Lepidosiren)
    - 남아메리카폐어 (Lepidosiren paradoxa)
- 아프리카폐어과 (Protopteridae) - 아프리카폐어
  - 아프리카폐어속 (Protopterus)
    - 표범폐어 또는 프로톱테루스 에이티오피쿠스 (Protopterus aethiopicus)
    - 서아프리카폐어 또는 프로톱테루스 안넥텐스 (Protopterus annectens)
    - 동아프리카폐어 또는 프로톱테루스 암피비우스 (Protopterus amphibius)
    - 반점아프리카폐어 또는 프로톱테루스 돌로이 (Protopterus dolloi)